# Cercyonis gabbii
Cercyonis gabbii är en fjärilsart som beskrevs av Edwards 1872. Cercyonis gabbii ingår i släktet Cercyonis och familjen praktfjärilar. Inga underarter finns listade i Catalogue of Life.